# Audi A3 8L
Der A3 (interne Typbezeichnung 8L) ist ein Pkw der Kompaktklasse von Audi, der zwischen Herbst 1996 und Mitte 2003 in Deutschland bzw. bis Ende 2006 in Brasilien produziert wurde. Mit dieser ersten A3-Generation bot Audi erstmals ein Fahrzeug dieser Größenordnung auf der PQ34-Plattform und mit einem Großteil der Motorenpalette des VW Golf IV an.

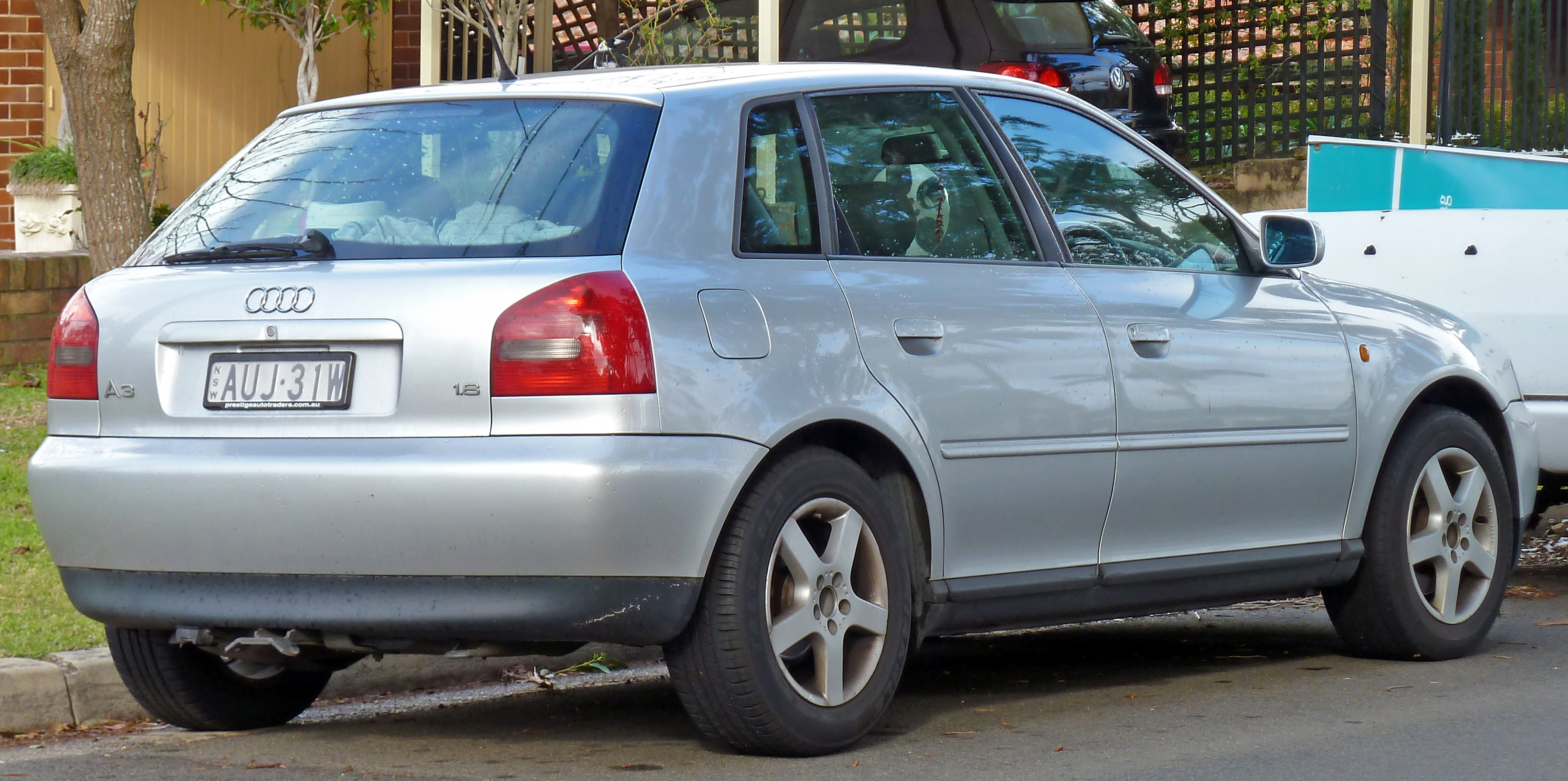
Heckansicht fünftürige Variante (1999–2000)

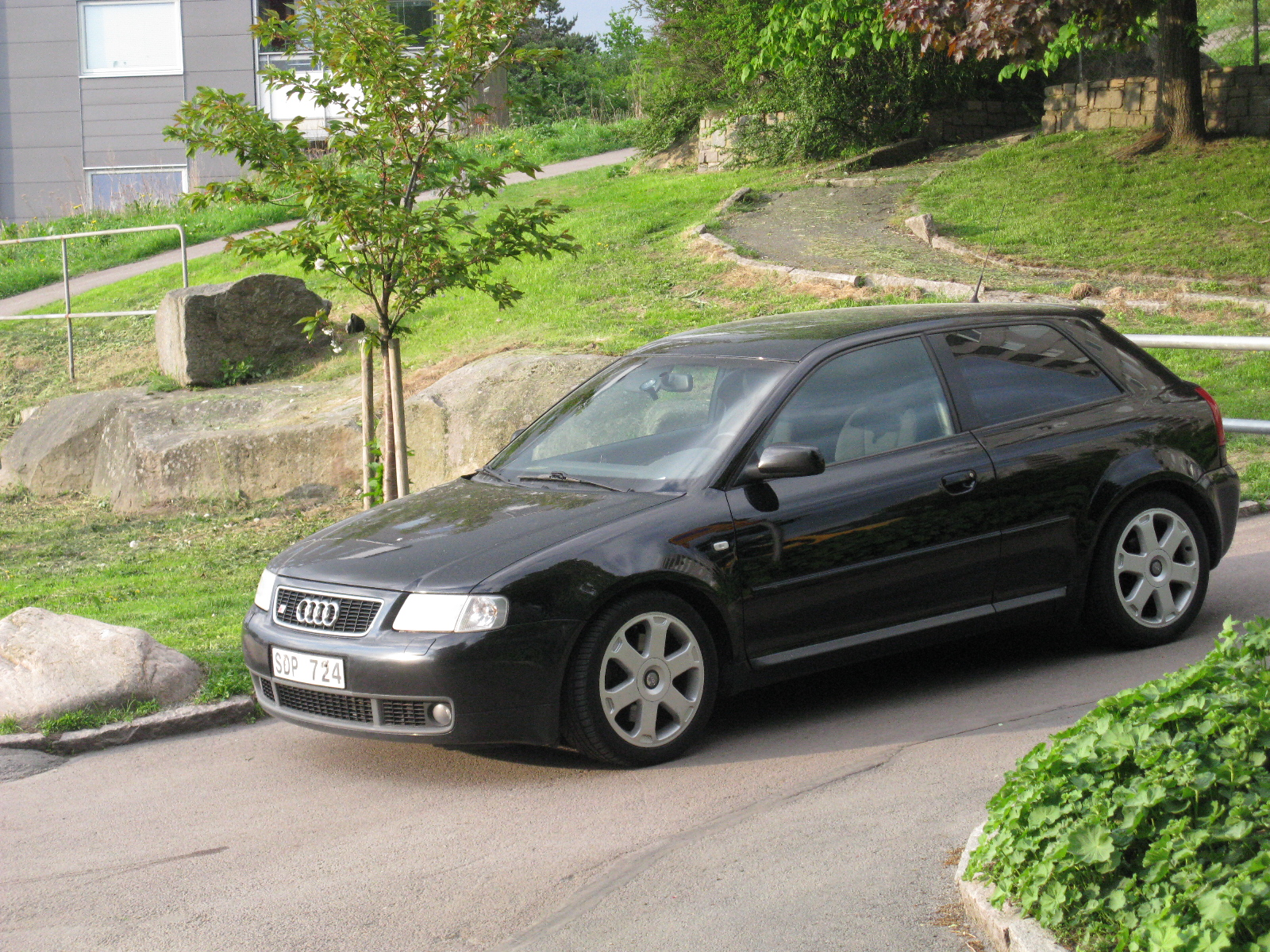
Audi S3 (1999–2001)

## Modellgeschichte
Die erste Generation gab es zu Beginn nur als Dreitürer, dessen formale Messepremiere auf der Mondial de l’Automobile 1996 stattfand. Aus Rücksicht auf die im Herbst 1997 erfolgte Markteinführung des VW Golf IV wurde erst im März 1999 die fünftürige Variante nachgereicht.
Im Herbst 2000 erhielt das Fahrzeug ein Facelift.

## Produktion
Während der A3 8L in Deutschland bis Juni 2003 gebaut wurde, wurde die erste Generation bei der Audi Senna Ltda. in  Brasilien noch bis Oktober 2006 produziert. Ab dem Produktionsstart im Jahr 1999 im Audi-Werk São José dos Pinhais etwas südlich der Hauptstadt des Bundesstaates Paraná, Curitiba, wurden zwischen 1999 und 2006 in Summe 57060 Fahrzeuge gefertigt. Zwischen April 2001 und April 2003 wurden 36458 Fahrzeuge (inkl. Audi S3) bei Audi Hungaria in Győr, Ungarn produziert. Insgesamt wurden vom Audi A3 8L ca. 913000 Stück abgesetzt.

## Karosserie
Nachdem seit 1993 Aluminium als Karosseriewerkstoff eingesetzt worden war, wurde nunmehr auch GFK/CFK verwendet, wodurch das Gesamtgewicht gegenüber einer reinen Stahlkonstruktion weiter reduziert werden konnte.
Anders als beim Nachfolger A3 8P unterschieden sich Drei- und Fünftürer nur geringfügig, denn optisch war nur die schmalere C-Säule des Fünftürers als Unterschied erkennbar, die Platz für ein drittes Seitenfenster schuf und das Fahrzeug bei gleicher Länge gestreckter wirken ließ.

## Ausstattungsvarianten
- Attraction: Basismodell mit Vier-Speichen-Lenkrad, normale Sitze in Stoff „Fabula“, 15-Zoll-Aluminiumräder im Zehn-Loch-Design
- Ambition: sportliche Variante mit Drei-Speichen-Sportlederlenkrad, serienmäßiger Tieferlegung um 16 mm, Lederschaltknauf, Sportsitzen, 15-Zoll-Aluminium-Gussräder im Fünf-Stern-Design und weiteren sportlichen Ausstattungsmerkmalen
- Ambiente: komfortable Variante mit Vier-Speichen-Lederlenkrad, Leder-Schaltknauf, Alcantara-Sitze, Lichtpaket, Mittelarmlehne vorn, 15-Zoll-Aluminiumräder im Elf-Speichen-Design
- S line: sportliche Variante mit gehobener Ausstattung, Drei-Speichen-Sportlederlenkrad, schwarzem Dachhimmel, serienmäßiger Tieferlegung um 20 mm, 17-Zoll-Aluminiumräder im 9-Speichen-S-Line-Design, in anderen Lackierungen erhältlich

## Modellpflege
Im September 2000 wurde der A3 für das Modelljahr 2001 optisch wie technisch einem Facelift unterzogen. Dabei wurden unter anderem Scheinwerfer, Innenausstattung und Heckleuchten modifiziert, wodurch der Wagen optisch näher an den im November 2000 erschienenen A4 B6 gerückt wurde. Das überarbeitete Modell sollte durch die hinter Klarglas liegenden Doppelscheinwerfer „aggressiver“, „erwachsener“ und qualitativ hochwertiger als der Vorgänger wirken.

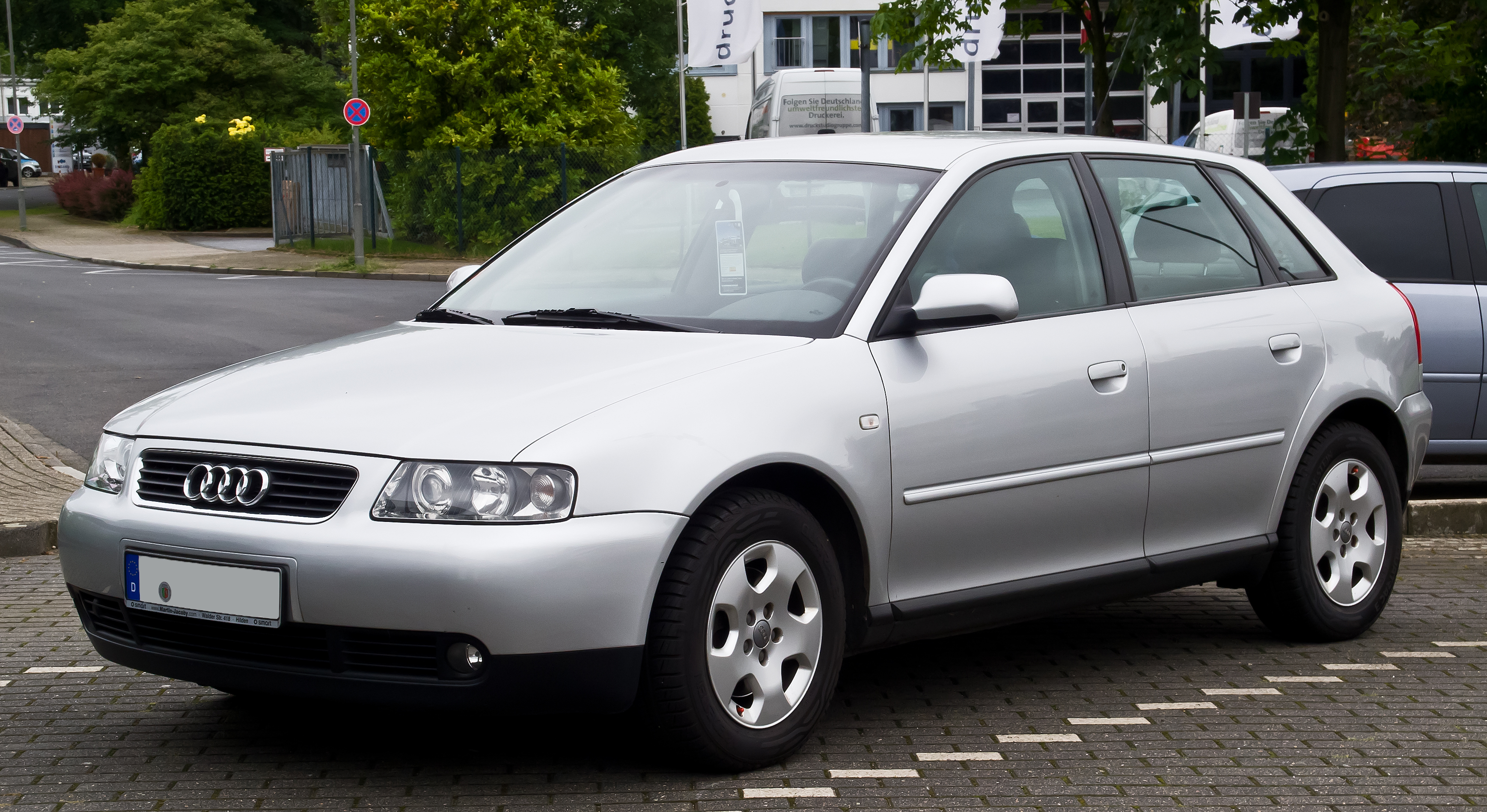
Audi A3 Fünftürer (2000–2003)
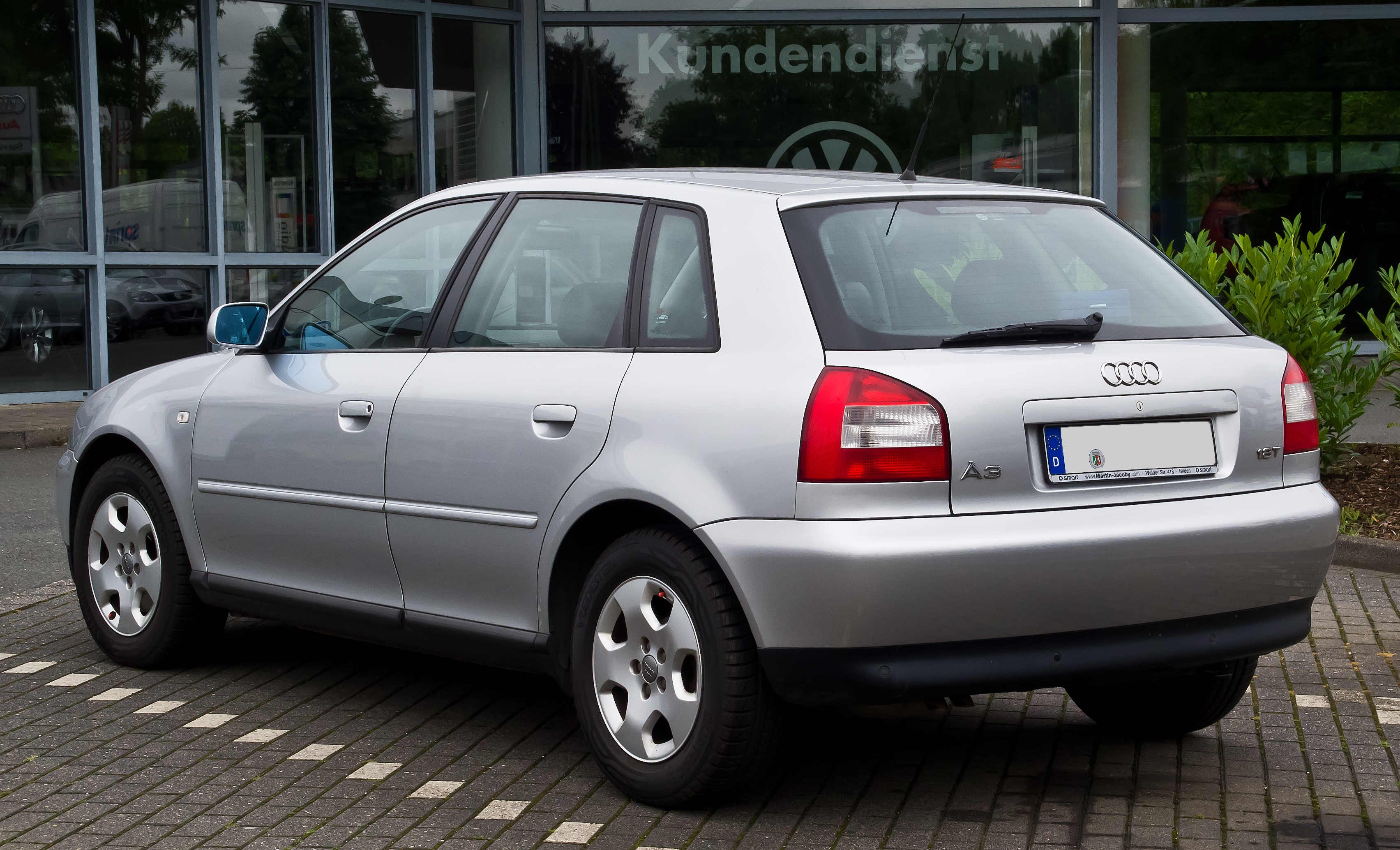
Heckansicht
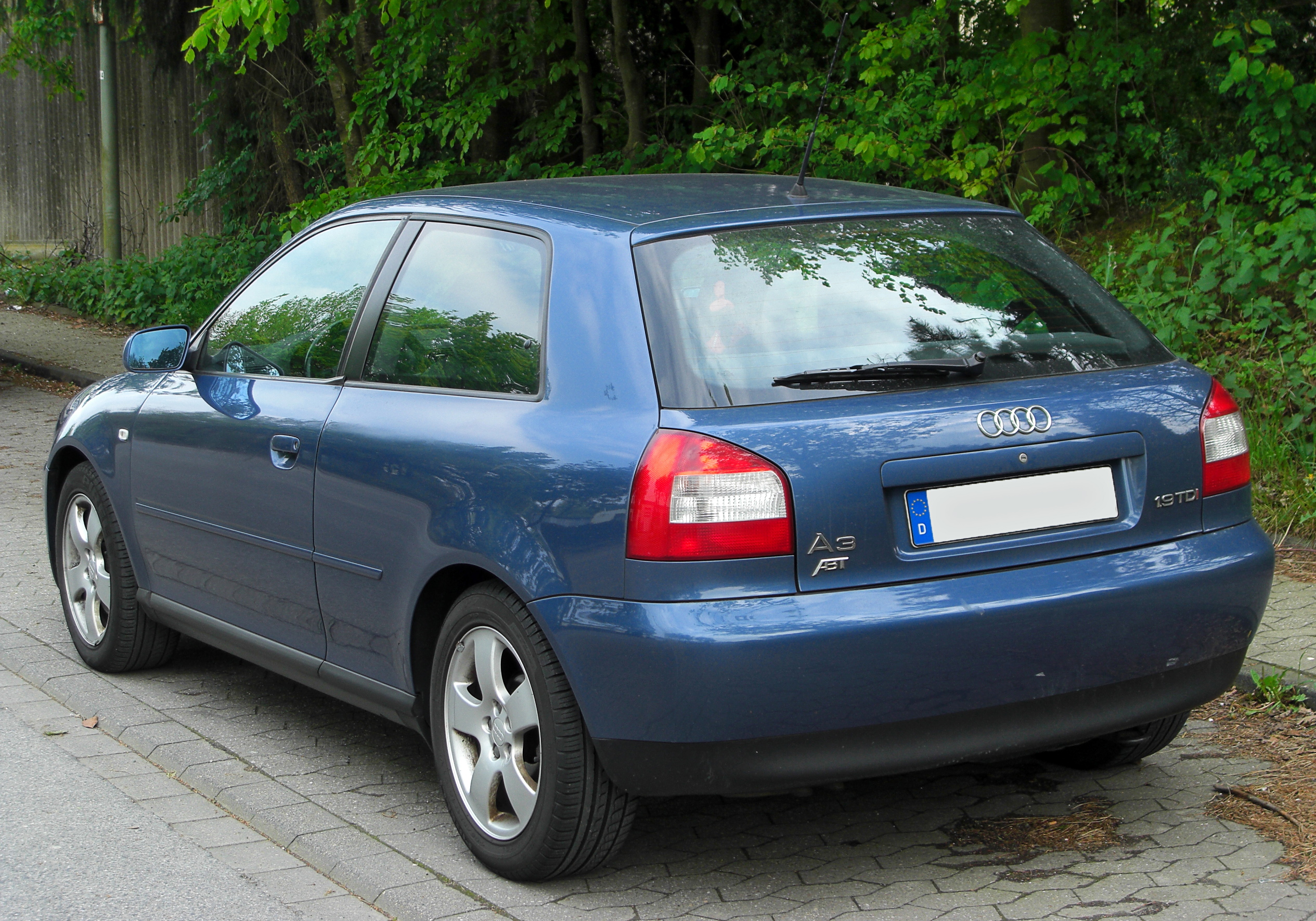
Audi A3 Dreitürer (2000–2003)
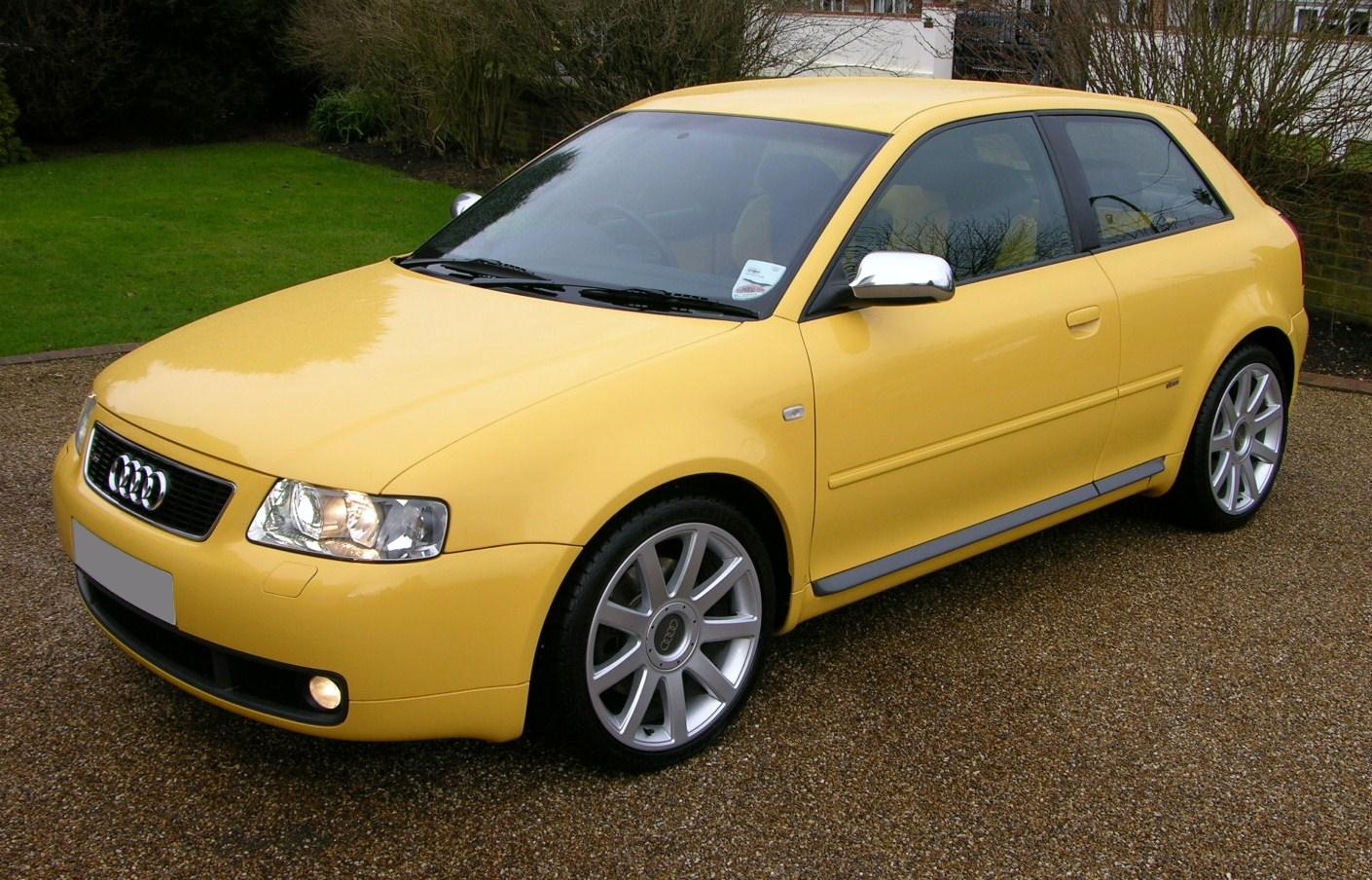
Audi S3 (2001–2003)

Im Zuge der Modellpflege wurden optische Gestaltungsmerkmale im Design innen sowie am äußeren Erscheinungsbild geändert sowie folgende technische Details:
- Projektions-Hauptscheinwerfer mit Klarglas,
- Kombifilter für Belüftung
- fünfstufiges Automatikgetriebe Tiptronic optional
- Vier-Antennen-Diversity
- bündige Griffleiste mit Soft-Touch-Öffner am Kofferraum
- Heckklappe mit zweistufigen Gasfedern
- crashoptimiertes Fußhebelwerk
- neuer Stabilisator am Querlenker
- Kopf-Airbag-System sideguard optional erhältlich (auch in den letzten Vor-Facelift-Modellen)
- Lenksäule mit verbessertem Schwingungskomfort
- Multifunktionslenkrad
- Wegfahrsperre der neuen Generation
- Navigation Plus und Radio Symphony erhältlich
  - 165 kW (225 PS) statt 154 kW (210 PS)

## Antrieb
Der Audi A3 verfügte serienmäßig über Frontantrieb. Als Option war das permanente Allradsystem Quattro (im A3 mit Haldex-Kupplung) erhältlich. Der sportlich ausgelegte S3 wurde stets an allen vier Rädern angetrieben.

## Motoren
Die Motorenpalette reichte bei den Ottomotoren vom 1,6-Liter-Motor mit einer Leistung von 74 kW (101 PS) bis zum Spitzenmodell S3 mit einem 1,8-Liter-Turbomotor und anfänglich 154 kW (210 PS) Leistung, bei den Dieselmotoren mit 1,9 Liter Hubraum und Leistungen von 66 kW (90 PS) bis 96 kW (131 PS).
Nach der Modellpflege zum Herbst 2000 wurden weiterhin die Motoren der ersten Modelle eingesetzt. So wurde beispielsweise der 1,9-Liter-Dieselmotor mit einer Leistung von 66 kW erst einige Monate nach der Modellpflege ersetzt. Sukzessiv und für den Konsumenten im Verborgenen wurden die Schadstoffklassen der Motoren schrittweise von EURO 2 auf EURO 4 hochgesetzt, was erst Jahre später bei der Einführung der Umweltzonen und Fahrverbote eine Rolle spielen sollte.

## Technische Daten

### Ottomotoren
|                                            | 1.6                         | 1.6                         | 1.8                         | 1.8 T                          | 1.8 T                          | S3                            | S3                            |
| ------------------------------------------ | --------------------------- | --------------------------- | --------------------------- | ------------------------------ | ------------------------------ | ----------------------------- | ----------------------------- |
| Bauzeitraum                                | 09/1996–08/2000             | 08/2000–06/2003             | 06/1996–06/2003             | 09/1996–06/2003                | 11/1998–06/2003                | 01/1999–09/2001               | 09/2001–06/2003               |
| Motorkenndaten                             |                             |                             |                             |                                |                                |                               |                               |
| Motorkennbuchstaben                        | AEH, AKL, APF               | AVU, BFQ                    | AGN, APG                    | AGU, ARZ, ARX, AUM, AQA        | AJQ, APP, ARY, AUQ             | APY, AMK, AUL                 | AMK, BAM                      |
| Motorart                                   | Ottomotor                   | Ottomotor                   | Ottomotor                   | Ottomotor                      | Ottomotor                      | Ottomotor                     | Ottomotor                     |
| Motorbauart                                | Reihenbauart                | Reihenbauart                | Reihenbauart                | Reihenbauart                   | Reihenbauart                   | Reihenbauart                  | Reihenbauart                  |
| Gemischaufbereitung                        | Multi-Point-Einspritzung    | Multi-Point-Einspritzung    | Multi-Point-Einspritzung    | Multi-Point-Einspritzung       | Multi-Point-Einspritzung       | Multi-Point-Einspritzung      | Multi-Point-Einspritzung      |
| Motoraufladung                             | —                           | —                           | —                           | Turbolader und Ladeluftkühler  | Turbolader und Ladeluftkühler  | Turbolader und Ladeluftkühler | Turbolader und Ladeluftkühler |
| Ventilsteuerung                            | OHC                         | OHC                         | DOHC                        | DOHC                           | DOHC                           | DOHC                          | DOHC                          |
| Nockenwellenantrieb                        | Zahnriemen                  | Zahnriemen                  | Zahnriemen                  | Zahnriemen                     | Zahnriemen                     | Zahnriemen                    | Zahnriemen                    |
| Zylinder/Ventile                           | 4/8                         | 4/8                         | 4/20                        | 4/20                           | 4/20                           | 4/20                          | 4/20                          |
| Bohrung × Hub                              | 81,0 mm × 77,4 mm           | 81,0 mm × 77,4 mm           | 81,0 mm × 86,4 mm           | 81,0 mm × 86,4 mm              | 81,0 mm × 86,4 mm              | 81,0 mm × 86,4 mm             | 81,0 mm × 86,4 mm             |
| Hubraum                                    | 1595 cm³                    | 1595 cm³                    | 1781 cm³                    | 1781 cm³                       | 1781 cm³                       | 1781 cm³                      | 1781 cm³                      |
| Verdichtungsverhältnis                     | 10,3 : 1                    | 10,3 : 1                    | 10,3 : 1                    | 9,5 : 1                        | 9,5 : 1                        | 9,0 : 1                       | 9,0 : 1                       |
| max. Leistung                              | 74 kW (101 PS) bei 5600/min | 75 kW (102 PS) bei 5600/min | 92 kW (125 PS) bei 6000/min | 110 kW (150 PS) bei 5700/min   | 132 kW (180 PS) bei 5500/min   | 154 kW (210 PS) bei 5800/min  | 165 kW (225 PS) bei 5900/min  |
| max. Drehmoment                            | 145 Nm bei 3800/min         | 148 Nm bei 3800/min         | 170 Nm bei 4200/min (1)     | 210 Nm bei 1750–4600/min       | 235 Nm bei 1950–5000/min       | 270 Nm bei 2100–5000/min      | 280 Nm bei 2200–5500/min      |
| Kraftübertragung                           |                             |                             |                             |                                |                                |                               |                               |
| Antrieb, serienmäßig                       | Vorderradantrieb            | Vorderradantrieb            | Vorderradantrieb            | Vorderradantrieb               | Vorderradantrieb               | Quattro-Antrieb               | Quattro-Antrieb               |
| Antrieb, optional                          | —                           | —                           | —                           | Quattro-Antrieb                | Quattro-Antrieb                | —                             | —                             |
| Getriebe, serienmäßig                      | 5-Gang-Schaltgetriebe       | 5-Gang-Schaltgetriebe       | 5-Gang-Schaltgetriebe       | 5-Gang-Schaltgetriebe          | 5-Gang-Schaltgetriebe (2)      | 6-Gang-Schaltgetriebe         | 6-Gang-Schaltgetriebe         |
| Getriebe, optional                         | 4-Stufen-Automatikgetriebe  | 4-Stufen-Automatikgetriebe  | 4-Stufen-Automatikgetriebe  | 4-Stufen-Automatikgetriebe (3) | 5-Stufen-Tiptronic             | —                             | —                             |
| Messwerte (4)                              |                             |                             |                             |                                |                                |                               |                               |
| Höchstgeschwindigkeit                      | 188 km/h (183 km/h)         | 189 km/h (184 km/h)         | 202 km/h (197 km/h)         | 217 km/h (214 km/h) [215 km/h] | 228 km/h (223 km/h) [225 km/h] | 238 km/h [243 km/h]           | 238 km/h [243 km/h]           |
| Beschleunigung, 0–100 km/h                 | 11,0 s (12,8 s)             | 10,9 s (12,7 s)             | 9,6 s (11,2 s)              | 8,2 s (9,2 s) [8,2 s]          | 7,5 s (8,3 s) [7,5 s]          | [6,9 s]                       | [6,6 s]                       |
| Kraftstoffverbrauch auf 100 km, kombiniert | 7,4 l S                     | 7,4 l S                     | 7,8 l S                     | 7,8 l S                        | 7,8 l SP                       | [9,2 l SP]                    | [9,3 l SP]                    |
| CO2-Emission, kombiniert                   | 182 g/km (206 g/km)         | 163 g/km (190 g/km)         | 187 g/km (209 g/km)         | 187 g/km (216 g/km) [209 g/km] | 187 g/km (216 g/km) [223 g/km] | [221 g/km]                    | [223 g/km]                    |
| Abgasnorm                                  | Euro 2                      | Euro 4                      | Euro 3 (5)                  | Euro 3 (5)                     | Euro 3                         | Euro 3                        | Euro 3                        |

### Dieselmotoren
|                                            | 1.9 TDI                        | 1.9 TDI                       | 1.9 TDI                       | 1.9 TDI                        |        |
| ------------------------------------------ | ------------------------------ | ----------------------------- | ----------------------------- | ------------------------------ | ------ |
| Bauzeitraum                                | 06/1996–05/2001                | 07/1997–05/2001               | 05/2001–06/2003               | 08/2000–06/2003                |        |
| Motorkenndaten                             |                                |                               |                               |                                |        |
| Motorkennbuchstaben                        | AGR, ALH                       | AHF, ASV                      | ATD, AXR                      | ASZ                            |        |
| Motorart                                   | Dieselmotor                    | Dieselmotor                   | Dieselmotor                   | Dieselmotor                    |        |
| Motorbauart                                | Reihenbauart                   | Reihenbauart                  | Reihenbauart                  | Reihenbauart                   |        |
| Gemischaufbereitung                        | Direkteinspritzung/VEP         | Direkteinspritzung/VEP        | Pumpe-Düse-System             | Pumpe-Düse-System              |        |
| Motoraufladung                             | Turbolader und Ladeluftkühler  | Turbolader und Ladeluftkühler | Turbolader und Ladeluftkühler | Turbolader und Ladeluftkühler  |        |
| Ventilsteuerung                            | OHC                            | OHC                           | OHC                           | OHC                            |        |
| Nockenwellenantrieb                        | Zahnriemen                     | Zahnriemen                    | Zahnriemen                    | Zahnriemen                     |        |
| Zylinder/Ventile                           | 4/8                            | 4/8                           | 4/8                           | 4/8                            |        |
| Bohrung × Hub                              | 79,5 mm × 95,5 mm              | 79,5 mm × 95,5 mm             | 79,5 mm × 95,5 mm             | 79,5 mm × 95,5 mm              |        |
| Hubraum                                    | 1896 cm³                       | 1896 cm³                      | 1896 cm³                      | 1896 cm³                       |        |
| Verdichtungsverhältnis                     | 19,5 : 1                       | 19,5 : 1                      | 19,0 : 1                      | 19,0 : 1                       |        |
| max. Leistung                              | 66 kW (90 PS) bei 4000/min (1) | 81 kW (110 PS) bei 4150/min   | 74 kW (100 PS) bei 4000/min   | 96 kW (130 PS) bei 4000/min    |        |
| max. Drehmoment                            | 202 Nm bei 1900/min            | 235 Nm bei 1900/min           | 240 Nm bei 1800–2400/min      | 310 Nm bei 1900/min            |        |
| Kraftübertragung                           |                                |                               |                               |                                |        |
| Antrieb, serienmäßig                       | Vorderradantrieb               | Vorderradantrieb              | Vorderradantrieb              | Vorderradantrieb               |        |
| Antrieb, optional                          | —                              | —                             | —                             | Quattro-Antrieb                |        |
| Getriebe, serienmäßig                      | 5-Gang-Schaltgetriebe          | 5-Gang-Schaltgetriebe         | 5-Gang-Schaltgetriebe         | 6-Gang-Schaltgetriebe          |        |
| Getriebe, optional                         | 4-Stufen-Automatikgetriebe     | 4-Stufen-Automatikgetriebe    | 5-Stufen-Tiptronic            | 5-Stufen-Tiptronic             |        |
| Messwerte (2)                              |                                |                               |                               |                                |        |
| Höchstgeschwindigkeit                      | 181 km/h (177 km/h)            | 194 km/h (191 km/h)           | 188 km/h (183 km/h)           | 205 km/h (200 km/h) [203 km/h] |        |
| Beschleunigung, 0–100 km/h                 | 12,4 s (13,7 s)                | 10,5 s (11,7 s)               | 11,0 s (11,9 s)               | 9,2 s (9,8 s) [9,1 s]          |        |
| Kraftstoffverbrauch auf 100 km, kombiniert | 4,9 l D                        | 4,9 l D                       | 5,0 l D                       | 5,1 l D                        |        |
| CO2-Emission, kombiniert                   | 132 g/km (167 g/km)            | 132 g/km (167 g/km)           | 135 g/km (170 g/km)           | 138 g/km (170 g/km) [162 g/km] |        |
| Abgasnorm                                  | Euro 3 (3)                     | Euro 3 (3)                    | Euro 3                        | Euro 3                         | Euro 3 |

## Modellvarianten
- Audi S3